# Czytanie Literatury. Łódzkie Studia Literaturoznawcze
Czytanie Literatury. Łódzkie Studia Literaturoznawcze – czasopismo naukowe wydawane przez Wydawnictwo Uniwersytetu Łódzkiego.

## O czasopiśmie
Czytanie Literatury to rocznik Instytutu Filologii Polskiej i Logopedii Uniwersytetu Łódzkiego. Czasopismo publikuje artykuły, recenzje, wywiady, polemiki i inne formy wypowiedzi o charakterze naukowym dotyczące literatury polskiej i powszechnej oraz zagadnienia czytelnictwa. Recenzja tekstów prowadzona jest zgodnie z modelem double blind review. Każdy artykuł sprawdzany jest przez przynajmniej dwóch recenzentów. Wszystkie artykuły dostępne są w Otwartym Dostępie na licencji CC BY-NC-ND.

## Rada Programowa
- Krystyna Barkowska (Daugavpils Universitāte, Latvia)
- Grażyna Borkowska (Instytut Badań Literackich PAN, Poland)
- Jacek Brzozowski (do 2017; Uniwersytet Łódzki, Poland)
- Andrea De Carlo (Università degli studi di Napoli L’Orientale; Włochy)
- Margreta Grigorova (St. Ciriland St. Methodius University of Veliko Turnovo, Bulgaria)
- Danuta Künstler-Langner (Uniwersytet Mikołaja Kopernika, Poland)
- Roman Krzywy (Uniwersytet Warszawski, Poland)
- Anna Legeżyńska (Uniwersytet Adama Mickiewicza, Poland)
- Bogdan Mazan (Uniwersytet Łódzki, Poland)
- Krystyna Płachcińska (Uniwersytet Łódzki, Poland)
- Zofia Rejman-Pietrzykowska (Uniwersytet Warszawski, Poland)
- Dorota Siwicka (Instytut Badań Literackich PAN, Poland)
- Marie Sobotková (Univerzita Palackého v Olomouci, Czech Republic)
- Maciej Szargot (Uniwersytet Łódzki, Poland)
- Barbara Wolska (Uniwersytet Łódzki, Poland)

## Redaktorzy
- Krystyna Pietrych – redaktorka naczelna (Uniwersytet Łódzki)
- Maria Berkan-Jabłońska – zastępca redaktor naczelnej (Uniwersytet Łódzki)
- Anita Jarzyna  – sekretarz redakcji (Uniwersytet Łódzki)
- Katarzyna Badowska – redaktor (Uniwersytet Łódzki)
- Tomasz Cieślak – redaktor (Uniwersytet Łódzki)
- Michał Kuran – redaktor (Uniwersytet Łódzki)
- Magdalena Lachman – redaktor (Uniwersytet Łódzki)

## Bazy
- Arianta
- BazHum
- CEJSH
- CEEOL
- EBSCO
- ERIH PLUS
- Index Copernicus
- Slavic Humanities Index